# Héloïse Colin
Pour les articles homonymes, voir Colin.
Suzanne Héloïse Colin, plus connue sous le nom d'Héloïse Leloir, née le 3 septembre 1819 à Paris et morte le 19 novembre 1873 dans le 6e arrondissement de Paris, est une artiste peintre, aquarelliste et graveuse française et une illustratrice de mode du Second Empire.

## Biographie
Née dans l'Ancien 6e arrondissement de Paris le 3 septembre 1819, Héloïse Colin est la fille du peintre Alexandre Colin et de son épouse Marie-Josèphe Juhel, elle même peintre.
Elle épouse à Paris le 17 mai 1842 le peintre Auguste Leloir avec qui elle a deux enfants : l'illustrateur Maurice Leloir, et le peintre Alexandre-Louis Leloir.
Héloïse expose ses premiers dessins au Salon de 1835. Elle réalise essentiellement des aquarelles et se fait connaître par des portraits de petites dimensions. Héloïse est, avec ses deux sœurs Adèle Anaïs, épouse du peintre Gabriel Toudouze, et Laure Noël, parmi les plus grandes illustratrices de la mode parisienne du milieu du XIXe siècle.